# Descanso (zoologia)
Descanso Peckham & Peckham, 1892 è un genere di ragni appartenente alla famiglia Salticidae.

## Distribuzione
Delle dieci specie oggi note di questo genere, quattro sono diffuse in Brasile, tre nell'isola di Hispaniola, due a Panama e una nel Perù.

## Tassonomia
A giugno 2011, si compone di 10 specie e un esemplare fossile:
- Descanso chapoda Peckham & Peckham, 1892 — Brasile
- Descanso discicollis (Taczanowski, 1878) — Perù
- Descanso formosus Bryant, 1943 — Hispaniola
- Descanso insolitus Chickering, 1946 — Panama
- Descanso magnus Bryant, 1943 — Hispaniola
- Descanso montanus Bryant, 1943 — Hispaniola
- Descanso peregrinus Chickering, 1946 — Panama
- Descanso sobrius Galiano, 1986 — Brasile
- Descanso vagus Peckham & Peckham, 1892[2] — Brasile
- Descanso ventrosus Galiano, 1986 — Brasile

### Specie fossili
- Descanso sp. Wunderlich, 1988[3] †; fossile, Neogene